# Zła karma
Zła karma (ang. Bad Karma) – amerykańsko-australijski dreszczowiec z 2012 roku w reżyserii Suri Krishnammy, wyprodukowany przez wytwórnie Anchor Bay Films i IFM / Filmways.

## Produkcuja
Zdjęcia do filmu kręcono w Gold Coast w Australii.

## Opis fabuły
Molloy (Ray Liotta) i Mack (Dominic Purcell) prowadzą podejrzane interesy z handlarzami narkotyków. Mack trafia na kilka lat do więzienia. W tym czasie jego kumpel porzuca półświatek i wiedzie spokojne życie. Gdy skazaniec wychodzi na wolność, ponownie wciąga Molloya w przestępcze plany.

## Obsada
Źródło: Filmweb
- Dominic Purcell jako Mack
- Ray Liotta jako Molloy
- Andy McPhee jako Jarvis
- Vanessa Gray jako Kelly
- Robyn Moore jako doktor Norris
- Brad McMurray jako policjant
- Tara Jade Ross jako Rochelle
- Carmel Rose jako Taki

i inni.

## Nagrody i nominacje
Źródło: Filmweb
| Rok  | Miejsce                                 | Nagroda      | Kategoria                               | Nominacja     | Wynik   |
| ---- | --------------------------------------- | ------------ | --------------------------------------- | ------------- | ------- |
| 2010 | PAGE International Screenwriting Awards | Bronze Prize | Najlepszy thriller / Scenariusz horroru | Steve Allrich | Wygrana |